# Musée de la Poupée
Musée de la Poupée, celým názvem Musée de la Poupée – Au Petit Monde Ancien (Muzeum panenek – Malý bývalý svět) je soukromé muzeum v Paříži. Nachází se ve 3. obvodu v ulici Impasse Berthaud.

## Historie
Muzeum založili v roce 1994 sva soukromí sběratelé.

## Sbírky
Muzeum představuje ve stálé expozici panenky z let 1800-1959, jejich funkce, vzhled, užité materiály při výrobě, etnické typy a významné výrobce panenek.
Muzeum rovněž pořádá dočasné výstavy i mimo zdi muzea.